# Luvianos
Luvianos là một đô thị thuộc bang México, México. Năm 2005, dân số của đô thị này là 28213 người.